# Mathematisches Rätsel
Ein mathematisches Rätsel ist ein auf mathematischen Sachverhalten basierendes Rätsel. Die mathematischen Sachverhalte stammen oftmals aus der Zahlentheorie oder der Geometrie.
Ein berühmter Erfinder von solchen Rätseln war der Amerikaner Samuel Loyd (1841–1911), der ab 1870 seine Rätsel in zahlreichen Zeitungskolumnen und Zeitschriften veröffentlichte. Auch der Spielerfinder Martin Gardner (1914–2010) hat zahlreiche neue Mathematikrätsel erfunden und veröffentlicht. Meist werden solche Aufgaben in eine kleine Anekdote mit einer spannenden Überschrift verpackt, um sie nicht allzu mathematisch trocken erläutern zu müssen.
Verschiedene Zeitschriften, darunter Die Zeit, veröffentlichen regelmäßig mathematische Rätsel zur Unterhaltung ihrer Leser. Ein neuer Typ mathematischer Rätsel sind Rätsel wie das Sudoku, die von der japanischen Zeitschrift Nikoli weltweit bekannt gemacht wurden.

## Rätselarten

### Geometrisches Rätsel
Beispiel:
Ein Bauer möchte eine Kuh so auf der Wiese anbinden, dass sie genau einen Halbkreis abfressen kann. Er hat aber nur drei Pflöcke sowie zwei lange Seile zur Verfügung. Wie muss er die Kuh festbinden?

Der Bauer muss die Pflöcke an den Positionen A, B und C einschlagen. Das eine Seil spannt er zwischen den Pflöcken A und B. Das zweite Seil befestigt er so am ersten, dass es darauf gleiten kann, verbindet dieses mit der Kuh, mit einer Länge, die gerade dem Radius r des Kreises entspricht. Von der Kuh wird das Seil weiter an den Pflock C gebunden, wiederum mit einer Länge, die gerade dem Radius r entspricht.

### Zahlentheoretisches Rätsel
Beispiel:
Die Kinder einer Dorfschule werden aufgefordert, sich in Dreierreihen auf dem Schulhof aufzustellen. Da zwei Kinder übrig bleiben, ordnet der Lehrer an, sie sollen sich in Viererreihen aufstellen. Wieder bleiben zwei Kinder übrig und der Lehrer ordnet an, sie sollen sich in Fünferreihen aufstellen. Jetzt geht es auf. Wie viele Kinder sind in der Schule?

Die Antwort lässt sich mit dem chinesischen Restsatz zu 50+60n bestimmen, wobei n eine beliebige ganze Zahl sein kann. Da eine Dorfschule als klein angenommen werden darf, wird deshalb 50 die gesuchte Antwort sein (aber 110 wäre genauso richtig).

### Logisches Rätsel
Beispiel:
Martin und Manfred sind eineiige Zwillinge. Einer von beiden lügt immer, der andere sagt immer die Wahrheit. Man trifft nun genau einen von beiden.
1. Welche Frage muss man stellen, um herauszufinden, welcher der beiden der Lügner ist?
2. Welche Frage muss man stellen, um herauszufinden, welchen der beiden Zwillinge man vor sich hat?

Der Logiker Raymond Smullyan ist Meister im Verfassen dieser Art von Rätseln und hat mehrere Rätselbücher veröffentlicht. Das sogenannte Zebrarätsel (auch als Einstein’s Puzzle bekannt) beschäftigte 1963 monatelang die britische und amerikanische Leserschaft einer Zeitschrift.
Siehe auch: Logical, Internationale Mathematik- und Logikspielemeisterschaft

### Symbolrätsel und Alphametik
Eine spezielle Form des mathematischen Rätsels ist das Symbolrätsel bzw. die Alphametik, bei der es darum geht, eine Gleichung zu rekonstruieren, bei der die Ziffern durch Symbole bzw. Buchstaben ersetzt wurden. Üblicherweise wird dabei jede Ziffer durch jeweils nur ein Symbol repräsentiert, und das erste Symbol einer Zahl kann nicht für 0 stehen.
Ein Symbolrätsel könnte wie folgt aussehen:
```
ACE + DAC = JFD
 -     +     -
AAA - HFC =  GI
 =     =     =
 AH + III = JBJ
```

Hierbei müssen die Buchstaben so durch Ziffern ersetzt werden, dass waagerecht und senkrecht alle Gleichungen erfüllt sind. Eine Alphametik kann zusätzlich unterhaltsam sein, wenn die Buchstaben auch noch Wörter formen. Das wohl bekannteste Beispiel hierfür ist
```
  SEND
+ MORE
------
 MONEY
```

welches der Legende nach von einem Studenten an seinen Vater geschickt wurde. Die Frage ist nun, wie viel „MONEY“ ist.
- 9567 + 1085 = 10652
- oder mit M=0: 8542 + 915 = 9457

Auch auf Deutsch gibt es solche Alphametiken. Hier eine multiplikative, speziell für die Wikipedia:
```
ESSAY * WERK = WIKIPEDIA
```

Multiplikative Alphametiken werden oft auch mit der schriftlichen Multiplikation geliefert, um die Lösung einfacher zu machen; gelegentlich auch, damit sie überhaupt eindeutig ist:
```
ESSAY * WERK
------------
   KPYPIY
    RSERPY
     WIWKPA
      YYISIA
------------
   WIKIPEDIA
```

- 92205 * 7986 = 736349130
- Hier die Zwischenergebnisse der schriftlichen Multiplikation:
645435; 829845; 737640; 553230

- Siehe auch: Bilderrätsel, Ziegenproblem

### Mustererkennungsrätsel
In einer weiteren Variante mathematischer Rätsel geht es darum, in den ersten Gliedern einer Reihe, bestehend aus Symbolen oder Zahlen, Muster zu entdecken, mit Hilfe derer die Reihe fortgesetzt werden kann.
Ein bekanntes Beispiel ist folgendes:
Hier ist das Fragezeichen zu ersetzen durch das sechste Symbol der Reihe.

Jedes Symbol entsteht durch Achsenspiegelung einer Ziffer.

Gesuchtes sechstes Symbol

Verbreitet findet man auch Mustererkennungsrätsel, bei denen Symbole quadratisch angeordnet sind, wie das weitere Beispiel zeigt.
Das Fragezeichen ist zu ersetzen durch ein blaues Dreieck mit Umkreis. 

### Rechenrätsel

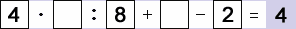
Beispiel für Kinder

Beispiel für Kinder: 5 Zahlen zwischen 1 und 9 werden über die Grundrechenarten verknüpft, wobei das Ergebnis und je nach Schwierigkeitsstufe unterschiedlich viele Zahlen in wechselnden Mustern vorgegeben werden. Von den einzufügenden Zahlen (eingerahmte Felder) dürfen keine doppelt vorkommen. Das Ergebnis sowie die einzelnen Zwischensummen sind stets ganzzahlig und positiv. Das Beispiel ist für Schüler ab der 2. Klasse geeignet. Siehe auch Miss Lupun.

Beispiel für Erwachsene

 Beispiel für Erwachsene: Das gleiche Rätselprinzip wird auf 9 Zahlen gesteigert, es gilt jedoch nicht Punktrechnung vor Strichrechnung. Mit Logik lässt sich die Anzahl der möglichen Kombinationen eingrenzen (welche Zwischensummen sind durch die Zahl X teilbar?), aber der Schwerpunkt dieser Rätsel liegt beim Kopfrechnen.
Ein weiteres bekanntes Rechenrätsel ist das Rätsel „Vier Vieren“, bei dem es darum geht vorgegebene Zahlen mit vier Vieren darzustellen.
Lösung des Rätsels für Kinder: 
Lösung für das große Beispiel: 

### Weitere Rätsel
- Luzifer-Rätsel
- Nonogramm
- Sudoku
- Str8ts
- Flussüberquerungsrätsel